# Holmetjärnen, Västergötland
Holmetjärnen är en sjö i Lerums kommun i Västergötland och ingår i Göta älvs huvudavrinningsområde.

## Bilder

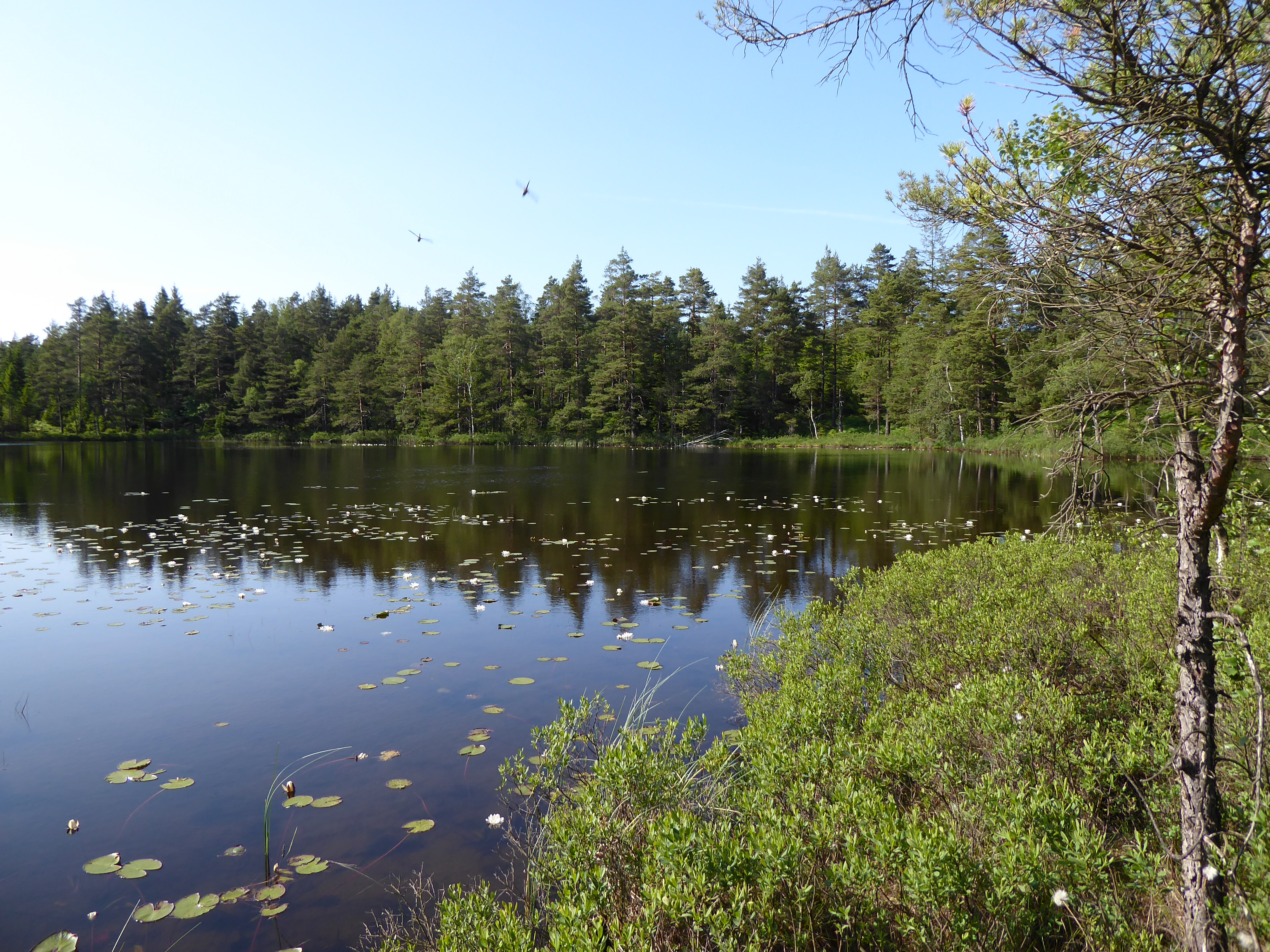
Holmetjärnen söderifrån i riktning nordöst
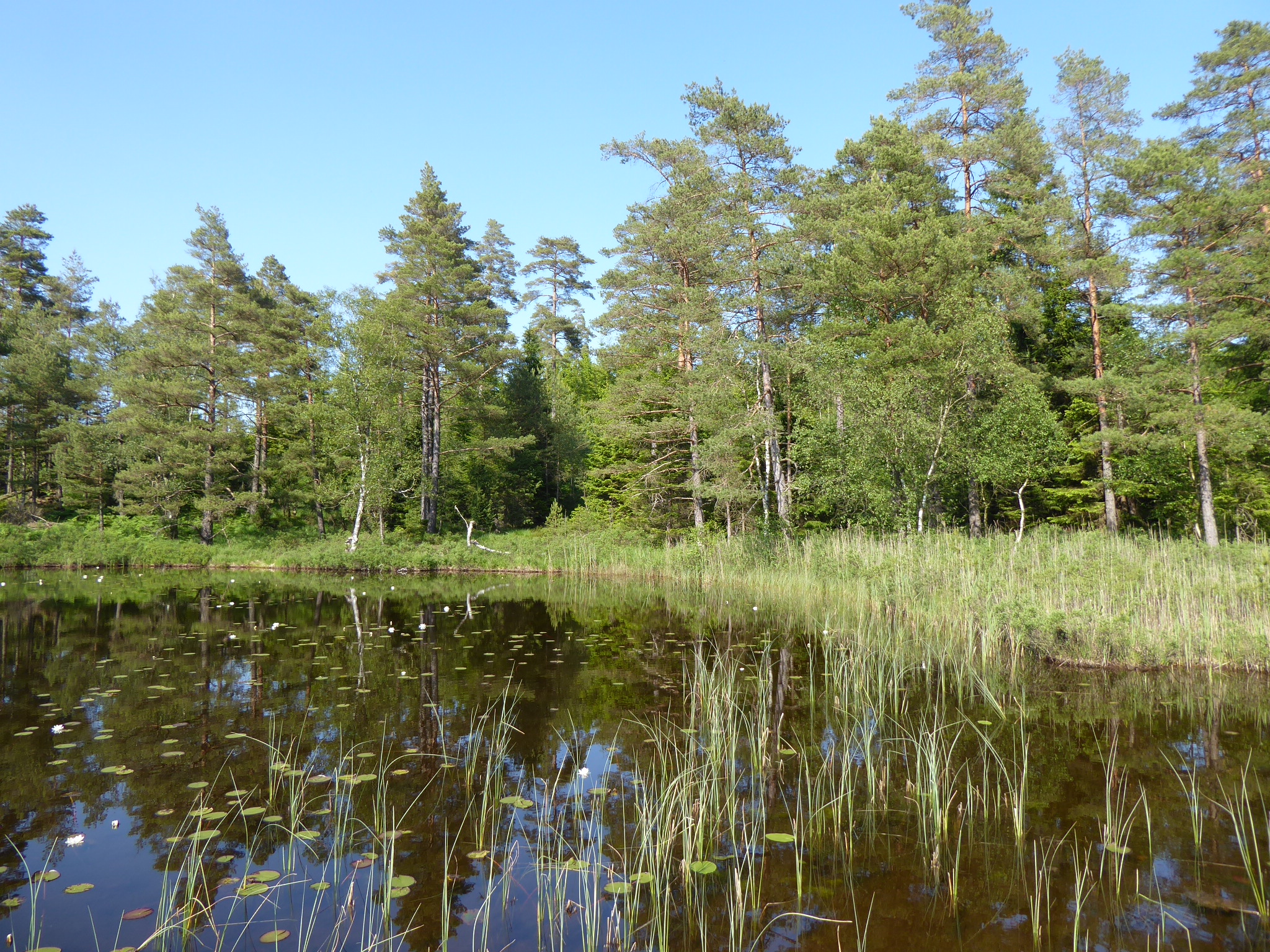
Holmetjärnens sydöstra del